# Chloe Kim
Chloe Kim, född 23 april 2000, är en amerikansk snowboardåkare. Hon blev olympisk mästare i halfpipe vid olympiska vinterspelen 2018 i Pyeongchang i Sydkorea.